# Parque nacional Innes
El Parque Nacional Innes es un parque nacional en Australia Meridional, ubicado a 160 km al oeste de Adelaida.  Innes es la más grande extensión de vegetación natural que queda en la Península de Yorke; provee hábitat para 115 especies de importancia conservacionista.
El parque incluye el antiguo asentamiento de minas de sal de Inneston establecido en 1912 y abandonado en 1930 y su puerto de soporte en la  Bahía Stenhouse. Algunos de los inmuebles han sido restaurados y se pueden alquilar para acampar. El parque contiene varios lagos salados, pero que no forman oficialmente parte del parque de manera que pueda explotarse la sal de ellos. El  parque incluye una zona costera accidentada y dos faros.

## Galería

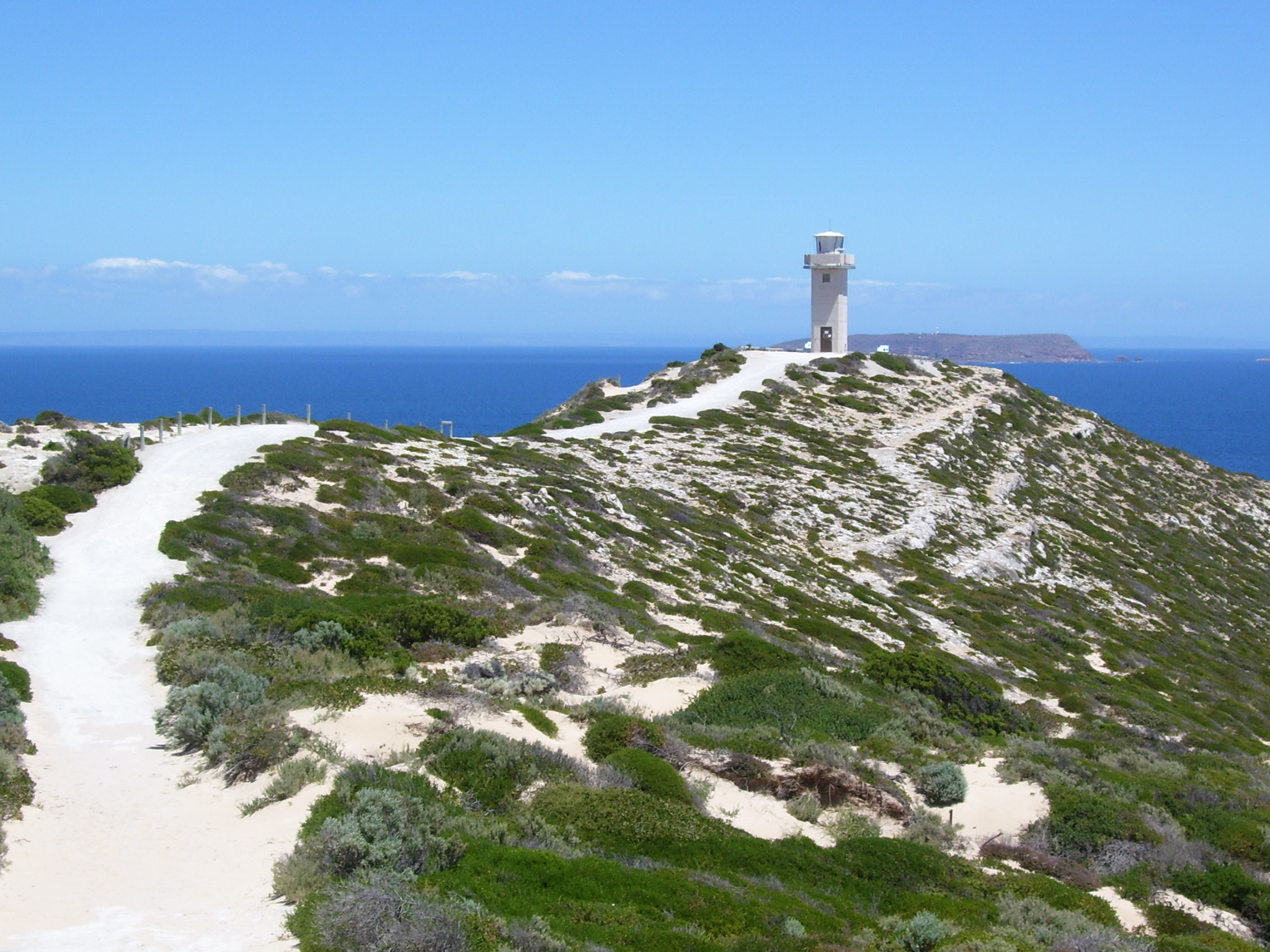
En camino hacia el faro de cabo Spencer.
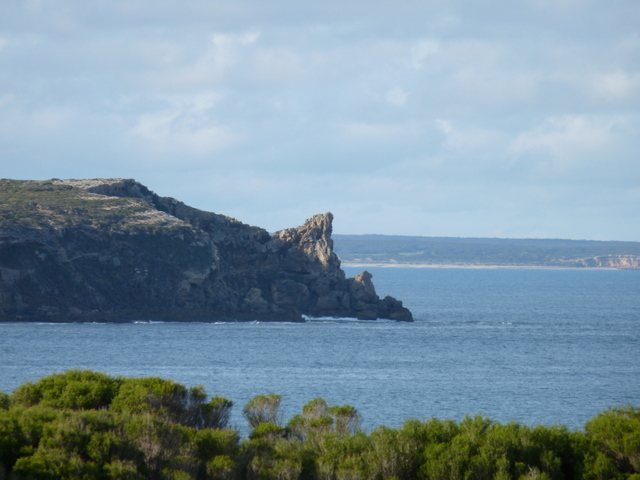
Rhino Head hacia el extremo este de la bahía Stenhouse.
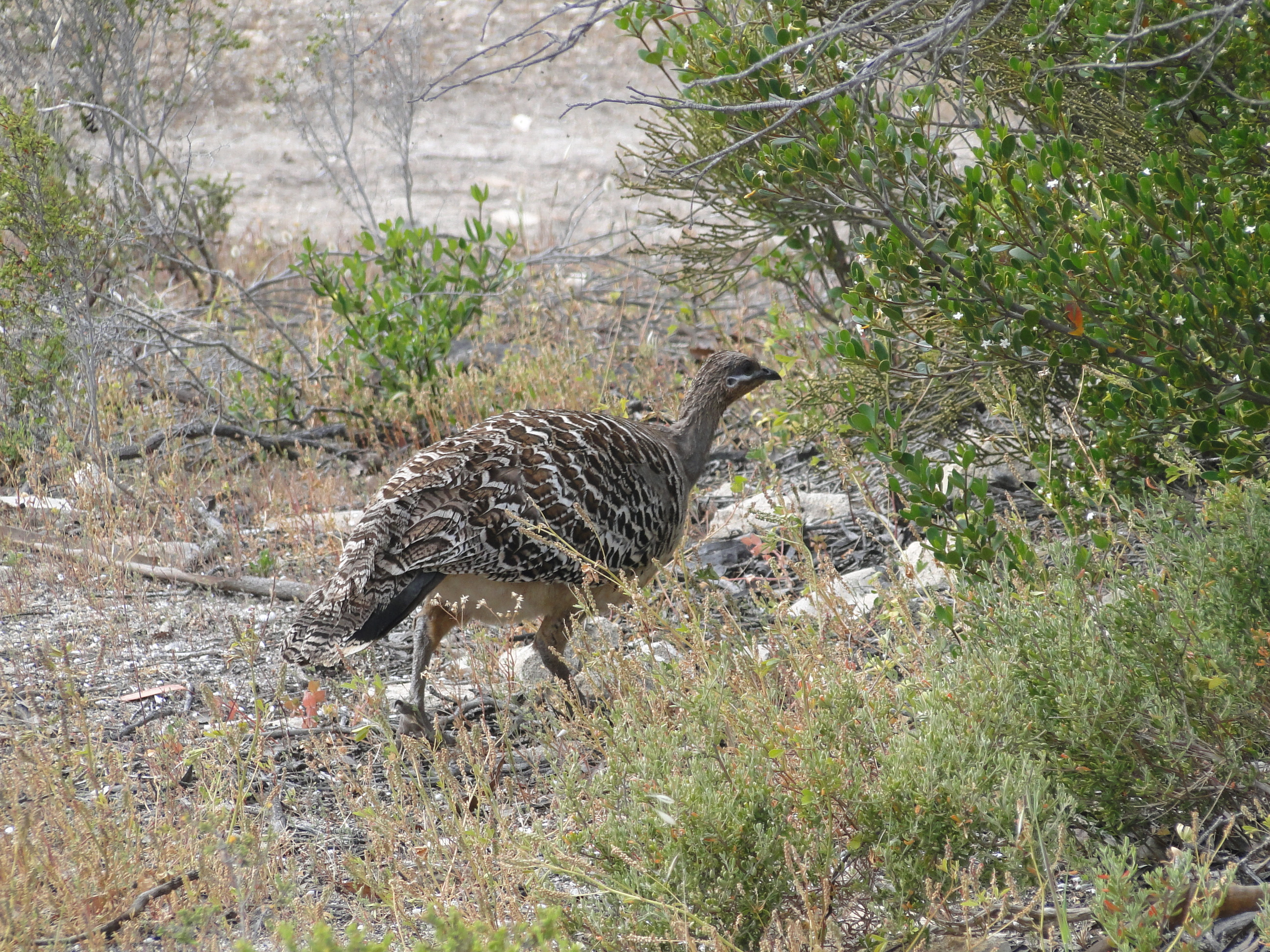
faisán australiano observado en el parque.